# Grupo ACIR Querétaro

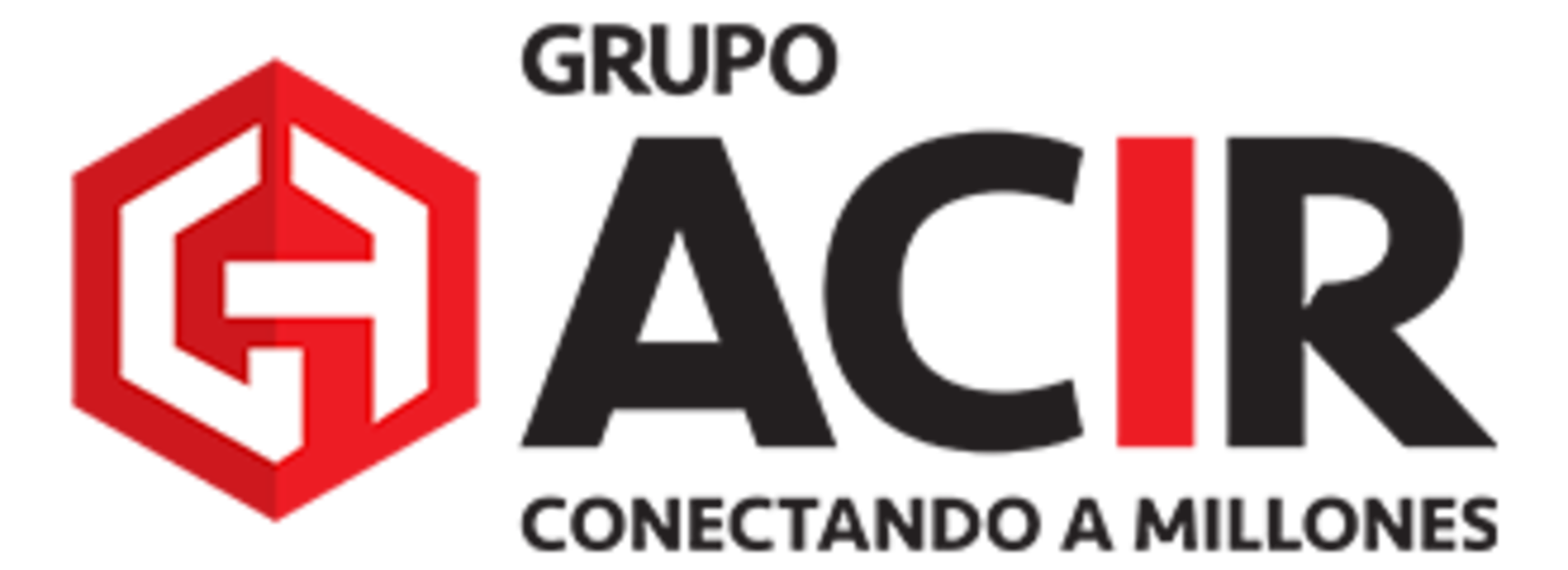
Logo del Grupo ACIR Querétaro.

Grupo ACIR o Asociación de Concesionarios Independientes de Radio es un grupo radiofónico mexicano que opera varias estaciones de radio bajo marcas como: Match FM y MIX FM.

## Historia
Grupo ACIR se fundó el 8 de junio de 1963, cuando Francisco Ibarra compró la emisora XEDQ-AM (Radio Alegría) en San Andrés Tuxtla, Veracruz.
En 1966, en Querétaro, el Ingeniero Carlos Alberto Caballero concesionario de la emisora XEXE Radio Hit 1490 se afiliadas a este grupo. En 1977 el formato de la emisora cambia a Radio Capital y junto con las emisoras XENA-AM, XEJX-AM y XEQG-AM forma el grupo Desarrollo Radiofónico hoy conocido como Corporación Multimundo Radio. En 1979 se logra la primera concesión propia de grupo ACIR, la XEGV-1120 AM Sono Mundo. En 1982 el ingeniero René Olivarez Gascón logra afiliar su emisora la XHOZ 94.7 FM La Super Estrella a la parte de Grupo ACIR.
Para 1985 con la llegada del señor Jaime Díaz de Sandi nace Grupo ACIR Querétaro, lo que da origen a la separación de algunas emisoras, siendo la XHOZ Estéreo Amistad, XEGV Radio Felicidad, XEQG Canal 98 y XEXE Radio Capital, aunque las transmisiones seguían realizándose desde el edificio de Zaragoza 15 poniente.
En 1989 y ya transmisitiendo desde el edificio Cristal, la XEQG canal 98 y la XEXE Radio Hit se separan del grupo y al poco tiempo el concesionario de la XHJHS 101.1 Stereo Cristal se intgra al grupo, al mismo tiempo que se obtiene la segunda concesión para grupo ACIR Querétaro, la XHQTO 97.9 FM.
Desde 1996, la XHOZ 94.7 FM deja de ser parte del grupo, siendo desde entonces y hasta ahora solo las emisoras XEGV, XHJHS y XHQTO las emisoras que integran grupo ACIR Querétaro hasta agosto del 2017.
Quedando solo 2 emisoras en el grupo:
1.AMOR 97.9FM
2.MIX 106.5FM 
La XHJHS-FM se desafilia de Grupo Acir  Querétaro.

### Lemas de la empresa
- 1985: Radiocomunicación humana
- 1993: Líder nacional en radio
- 2015: Conectando a Millones

## Emisoras actuales

### Match 97.9 FM
Es una estación musical mayormente enfocada en los éxitos de música en inglés que transmite las 24 horas del día, los 7 días de la semana. Su programación está dirigida principalmente al público juvenil y adulto.
Lemas
- 2022: Éxitos, Más Música ¡Conéctate!

### 106.5 MIX FM
Música en inglés, de los años 80, 90 y actual.
Lemas
- 1995: La mezcla musical perfecta
- 1999: Música pop
- 2003: Mucho ritmo
- 2006: 80's 90's y más
- 2011: La nueva Mix: Máxima música, máxima mezcla
- 2012: 80's, 90's y hoy
- 2013: 80's 90's y Más

## Formatos anteriores

### Bonita 101.1 FM
Transmitía música ranchera y boleros de los 40's, 50 y 60; concepto dirigido a personas mayores de 50 años. Desapareció en el año 2003.
 Lema 
Con la música de mi tierra 

### Radio ACIR 1120 AM
Formato de programación hablada. Transmitió en diversas estaciones del grupo a nivel nacional.
Lemas
- 1991: La señal del país
- 1995: Palabra de honor
- 1999: La señal del país
- 2002: Las noticias de hoy
- 2004: Líder nacional en radio

### Radio Capital
Formato radiofónico con programaciones musical y hablada. Transmitió en las frecuencias XEXE 1490 AM y XEGV 1120 AM.
Lemas
- Una buena costumbre de la gente joven
- La discoteca de la gente joven

### Estéreo Amistad 94.7 FM
Su programación era de música internacional moderna y contemporánea. La emisora duró bajo ese nombre hasta 1995, cuándo pasó a ser Stereo Digital hasta salir del grupo en 1996.
Lema
- El balance perfecto.